# Manta Oyamada
Manta Oyamada (小山田まん太 Manta Oyamada?) es un personaje ficticio de la serie de anime y manga Shaman King. 
Manta es un inteligente joven de poca estatura que lleva consigo un libro todos los días. En la versión japonesa, el libro se llama Manjien (万辞苑), traducido como "Libro de Manta sobre todo", mientras que en el doblaje español simplemente se le llama "Diccionario". "Manjien" proviene de la fusión de nombre de Manta y la palabra Diccionario en japonés "Kōjien" (広辞苑). Manta tiene 13 años y va en 7º grado en la Academia privada Shinra; Manta va a la misma clase con Yoh y Anna. Su signo zodiacal es Virgo y su tipo de sangre es "O".

## Características
El pequeño Manta Oyamada es un estudiante común y corriente de la escuela secundaria nocturna, hijo del adinerado magnate Mansumi Oyamada y la bella Keyko Oyamada (quien guarda misterioso parecido con la madre de Yoh Asakura). El pequeño Manta vivía una vida apacible y tranquila hasta que un día decidió utilizar un atajo para llegar temprano a casa, y al atravesar el cementerio vio con horror a un niño conviviendo con los espíritus.
Al día siguiente Manta descubre que ese niño, Yoh Asakura, estudia en su misma clase, y se hace llamar un chamán. debido a su interés en descubrir el secreto de Yoh, Manta pronto se ve involucrado en los eventos misteriosos relacionados con aquel.

### Actitudes
Manta es víctima de una pronunciada paranoia al principio de la serie pero conforme se familiariza con el mundo de los chamanes va tomando todo con más calma, al grado de aceptar como normal la convivencia entre espíritus y humanos.
Naturalmente no le tiene miedo a los fantasmas después de conocer a Yoh Asakura pero aun así le sigue teniendo algo de miedo a Anna Kyoyama.
Al seguir avanzando el anime va aprendiendo experiencias y en el cual el descubre que tiene la oportunidad de convertirse en chamán, el cual su espíritu acompañante se vuelve, el mejor amigo de Amidamaru, Mosuke.
Una de sus aficiones es ver películas de artes marciales.

### Poderes
A diferencia de otros personajes de la serie, Manta no posee poderes de chamán durante el manga. Sin embargo en el anime se le ve usando a Mosuke dentro de su laptop haciendo un Over Soul con forma de martillo aunque quedando paralizado poco después.